# Філіпув-Чварти
Філіпув-Чварти (пол. Filipów Czwarty) — село в Польщі, у гміні Філіпув Сувальського повіту Підляського воєводства.
У 1975-1998 роках село належало до Сувальського воєводства.